# 加里波底號航空母艦
加里波底號航空母艦（義大利語：Giuseppe Garibaldi，艦身編號551）是義大利海軍一艘退役的輕型航空母艦。加里波底號是以塔蘭托作為母港，艦名起源於義大利名將朱塞佩·加里波第。

## 介紹
加里波底號是由義大利芬坎蒂尼集團（Fincantieri）位於蒙法爾科內的船塢建造，1981年開工，整體設計可歸算是反潛航空母艦的一種。
動力來源是四具奇異（GE）授權生產的燃氣渦輪引擎，馬力高達81,000 hp（6千萬瓦）。雙軸極速達30節（56 km/h），20節續航力7,000海浬（13,000 km）。
艦上的武裝包含裝置於中段艦身的四具奧托瑪特2型（Otomat Mk2）長程反艦飛彈系統（因強化飛行甲板和衛星通訊器材的緣故，已於2003年移除），和兩具ILAS 3三連裝魚雷發射器。在防禦方面，艦上裝置有兩具八連裝的地對空飛彈發射器，可以發射半主動雷達導引的阿斯派德飛彈，輔以奧托梅萊拉出品的雙連裝40 L/70標槍式（DARDO）近迫武器系統，作為加里波底號的最後一層防衛。 加里波底號也裝配有多款電子反制裝置，包含可以發射焰餌、閃光彈或干擾絲的雙連裝SCLAR發射器，SLQ-25尼克西管拖式魚雷誘餌（Nixie），SLAT反魚雷系統，與電子反制系統（ECM）。
加里波底號最大可以配置16架海獵鷹短場垂直起降戰機，或是18架奧古斯塔（Agusta）直昇機，與在這兩者之間的不同戰機/直昇機數量組合。飛行甲板典型的偏軸式設計，配有4度傾斜的滑跳式甲板。甲板總尺碼為174公尺長，30,4公尺寬。
由於義大利是第二次世界大戰戰敗國，戰後條約禁止義大利擁有航空母艦，所以加里波底服役初期除了少數北約聯合演習的場合曾有英國皇家空軍所屬的海獵鷹式戰機起降過外，本艦僅配有直昇機武力而被歸類為「Incrociatore portaeromobili」（義大利文中的「航空巡洋艦」）。1989年時禁令解除，加里波底號開始配有自己的海獵鷹機隊。
2009年，加里波底號的義大利海軍旗艦地位由噸位更大的新航空母艦加富爾號（Cavour，艦身編號550）取代。
2024年10月，加里波底號除役。

## 同名船艦
除了加里波底號航空母艦外，義大利還曾擁有過下述的同名艦隻：
- 一艘三桅快速戰艦（1861年）
- 一艘裝甲巡洋艦（1901年）
- 一艘輕巡洋艦（1936年），後於1961年時大幅翻修成為一艘飛彈巡洋艦。

所有同名船艦的圖像都被刻在本艦艦長室一塊銅製紀念碑上。

## 圖集

甲板平面圖
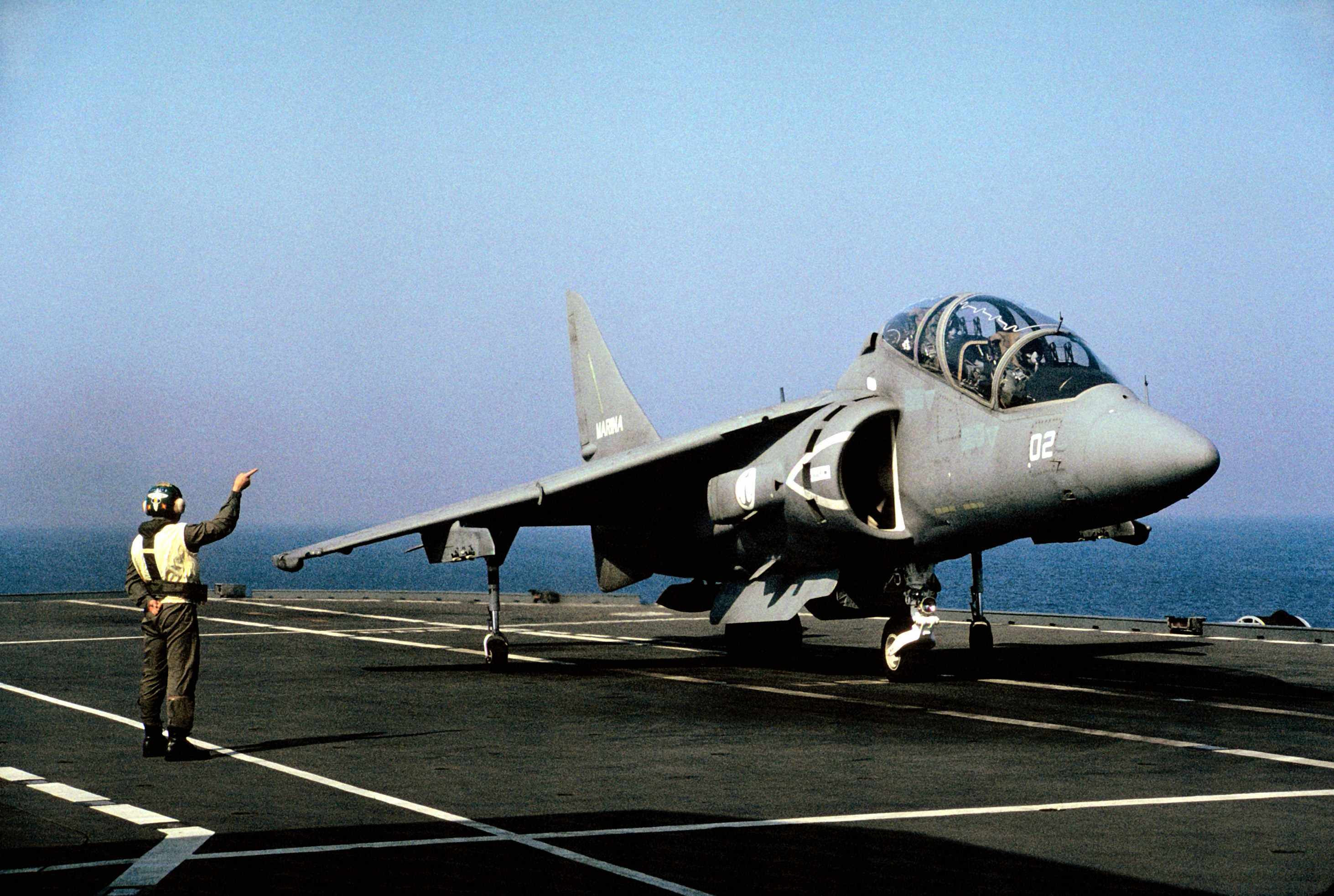
一架TAV-8B海獵鷹II式教練機降落在加里波底號上。
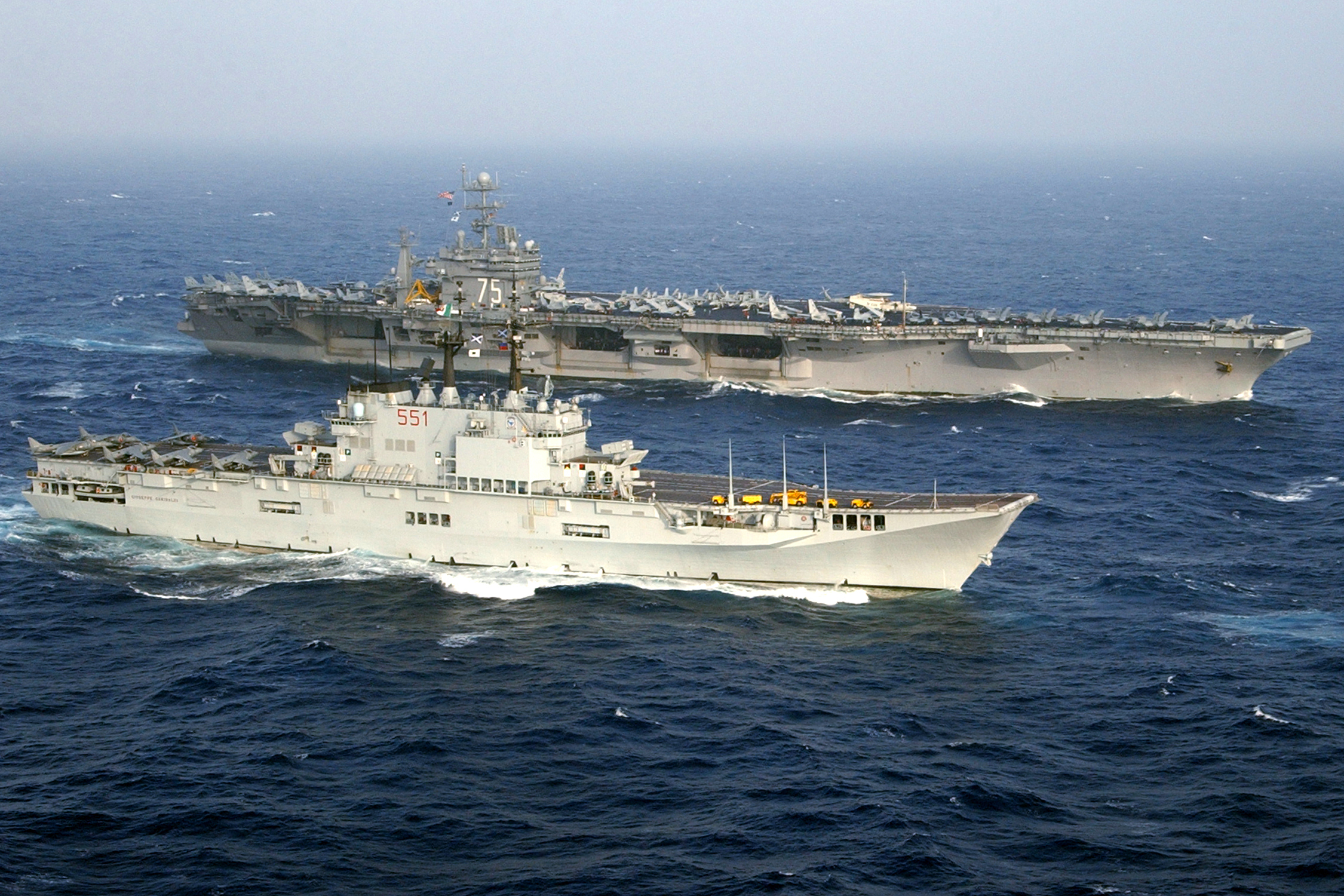
在摩洛哥外海所舉行的莊嚴之鷹2004（Majestic Eagle 2004）多國演習中，加里波底號與美國海軍航空母艦杜魯門號並排航行。
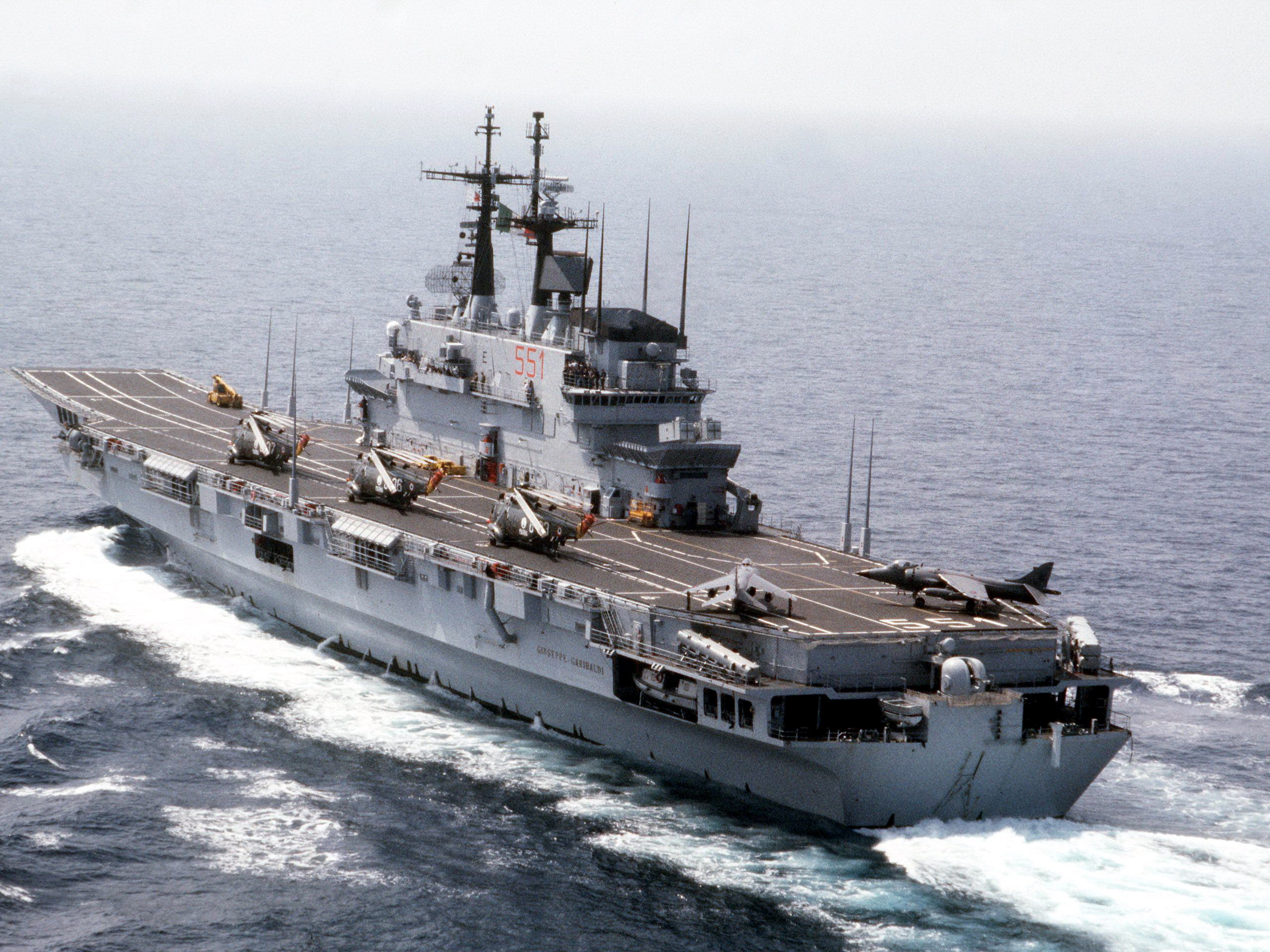
參與北約海上演習的加里波底號，攝於1990年。

## 潛在買家
印度尼西亞

## 外部連結
- GlobalSecurity.org（页面存档备份，存于）
- Naval-Technology.com（页面存档备份，存于）